# Cong (jade)

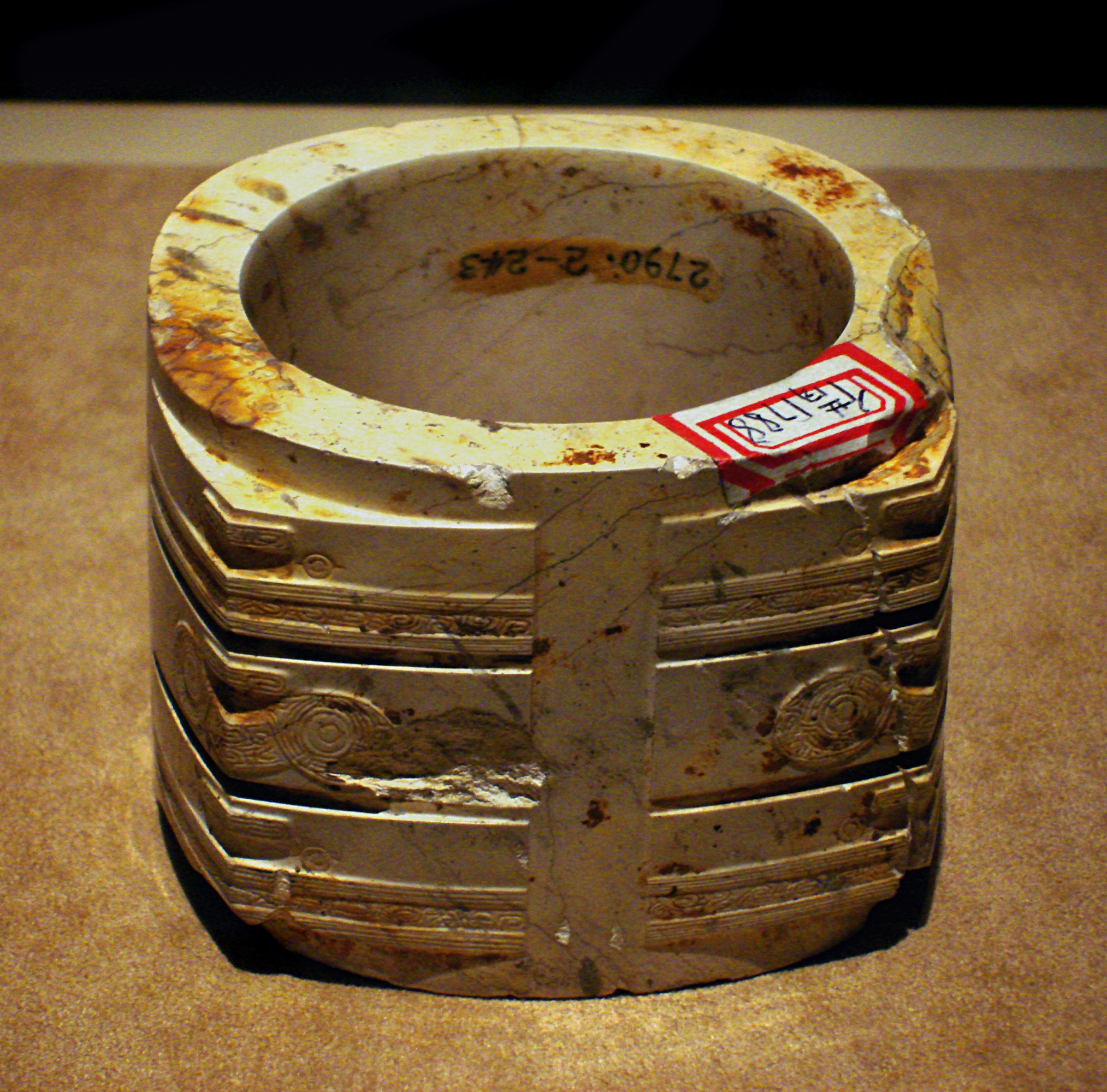
Cong de jade procedent de la cultura Liangzhu, neolític (3300 - 2200 a.C).

El cong (en xinès: 琮; en pinyin: cóng), és un objecte que antigament es fabricava amb jade. Els primers cong van ser fabricats per la cultura Liangzhu, entre els anys 3400 aC i 2250 dC. Els últims exemples d'aquest tipus d'art es troben durant la dinastia Shang i la dinastia Zhou.
Un cong és un tub de secció circular buit en el seu interior. Les proporcions del cong poden variar; pot ser més llarg que ample o al revés. Les parets exteriors poden estar decorades amb motius de cares, les quals podrien estar relacionades amb els dissenys taoties trobats posteriorment en objectes de bronze.
Tot i que generalment és considerat un objecte d'ús ritual, el seu ús és desconegut. Alguns estudis diuen que el cong simbolitza la Terra mentre que el bi significa el cel.